# Luna di miele a Sanremo
Luna di miele a Sanremo è un EP del cantante Teddy Reno pubblicato nel 1957 dalla CGD.
Contiene 4 brani presentati quell'anno al Festival di Sanremo da altri artisti.

## Tracce
Lato A
1. Scusami (con Quartetto Radar e coro) (Biri, Malgone, Perrone)
2. Casetta in Canada (con Quartetto Radar e coro) (Panzeri, Mascheroni)

Lato B
1. Corde della mia chitarra (con Gianni Ferrio e la sua orchestra) (Fiorelli, Ruccione)
2. Usignolo (con Gianni Ferrio e la sua orchestra) (Martelli, Castellani, Concina)